# Esther Ruth Mbabazi
Esther Ruth Mbabazi est une photographe et documentariste ougandaise, née en 1995.

## Biographie
En qualité de photographe documentaire, Esther Ruth Mbabazi utilise le récit et le photojournalisme pour aborder les problèmes de la société ougandaise,. Issue d'un milieu modeste, elle explore à travers son travail, les conditions changeantes du continent africain, en mettant l'accent sur les aspects sociaux, physiques et émotionnels de la vie quotidienne,, en particulier dans les zones rurales et parmi les groupes minoritaires, avec un intérêt pour la santé publique,. Elle est basée à Kampala, en Ouganda.

## Carrière professionnelle
Esther Ruth Mbabazi collabore pour le National Geographic, ainsi que pour diverses organisations non gouvernementales,,, et internationales telles que Comic Relief, Farm Africa et Let There Be Light. Elle participe au programme de mentorat de la VII Photo Agency. Elle est également boursière de la Fondation Magnum pour la photographie et la justice sociale. En 2016, la photographe est sélectionnée pour participer à la World Press Photo Masterclass East Africa,.
Elle remporte le premier prix du jeune photographe décerné par l'Uganda Press Photo Award. Les photographies d'Esther Ruth Mbabazi ont notamment été publiés dans The New York Times, le TIME Magazine, le Washington Post, le Wall Street Journal, Slate ou El Pais,,,.